# Tofinu (peuple)
Pour les articles homonymes, voir Tofinu.
Les Tofinus sont une population d'Afrique de l'Ouest vivant principalement dans le Sud du Bénin, dans des habitations lacustres autour de Ganvié. On trouve également quelques communautés au Nigeria au Togo et au Ghana. La plupart sont pêcheurs...

## Ethnonymie
Selon les sources, on observe quelques variantes : Tofini, Tofinnu, Tofinus ou Tofinou.

## Langue
Leur langue est le tofinu ou tofin-gbe (ou gen), une langue gbe dont le nombre total de locuteurs était estimé à 66 000 en 2006.

## Économie et société

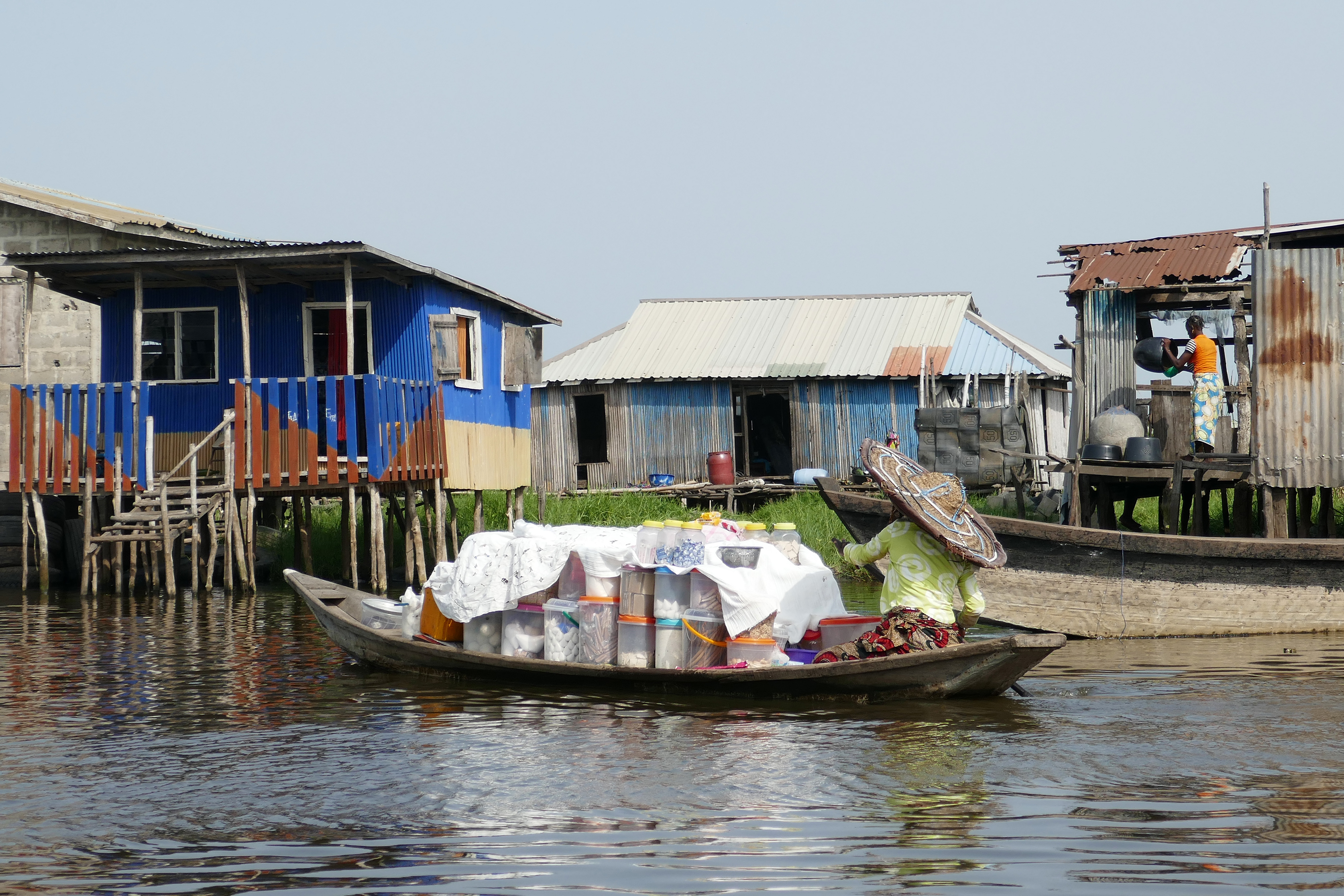
Habitations lacustres à Ganvié.
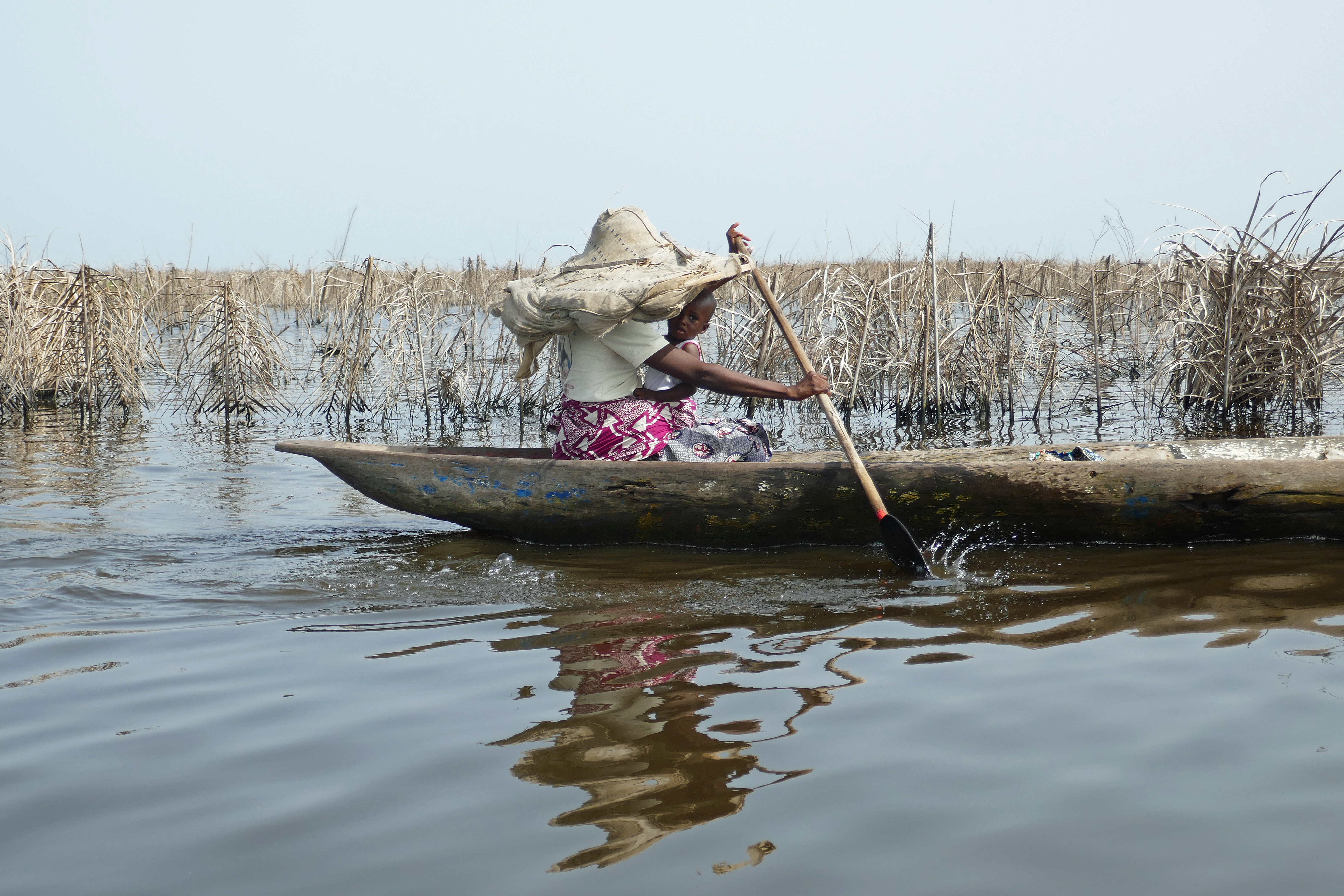
Femme tofinu et son enfant longeant les pièges acadja.
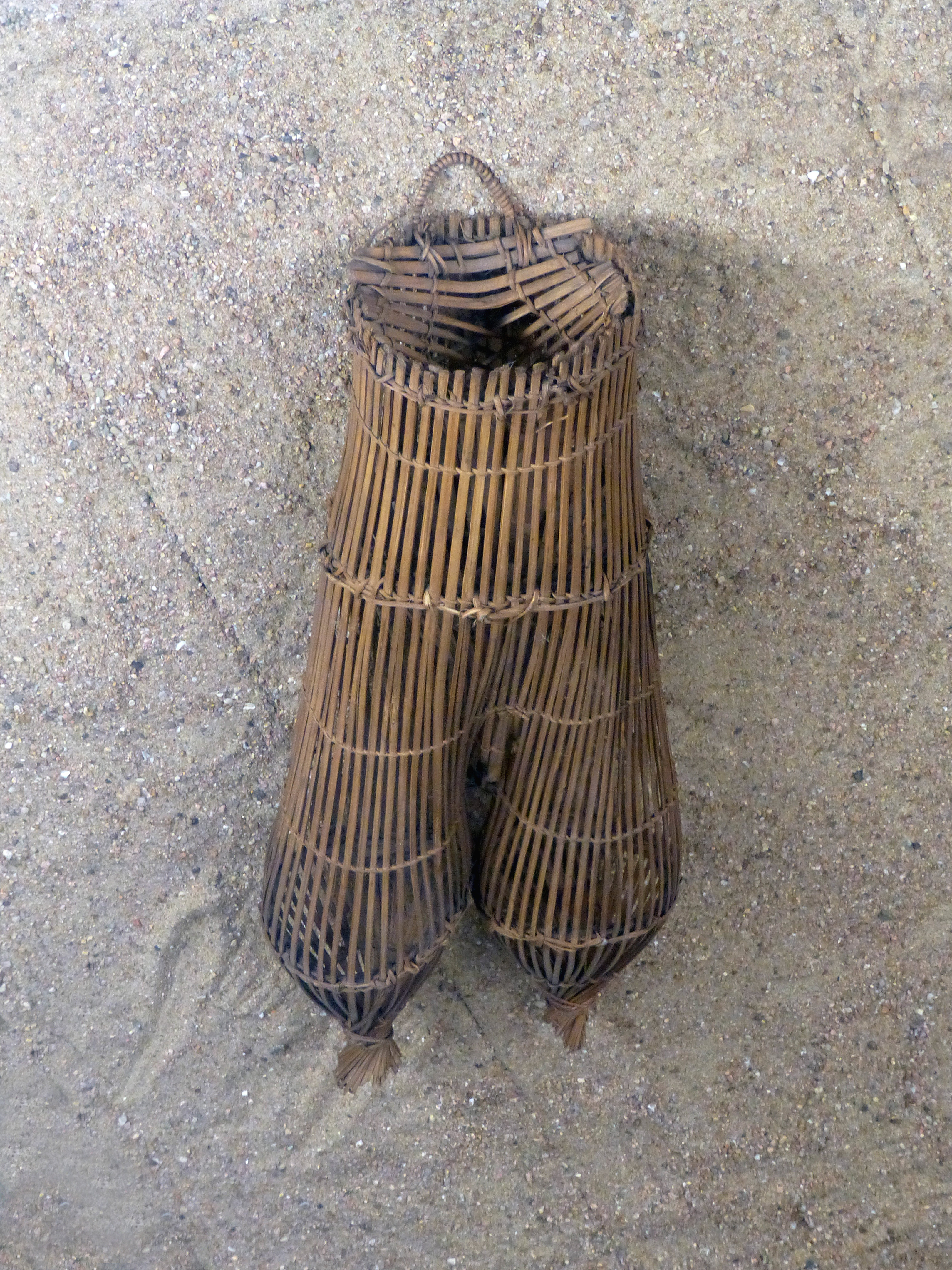
Nasse à deux casiers[5].
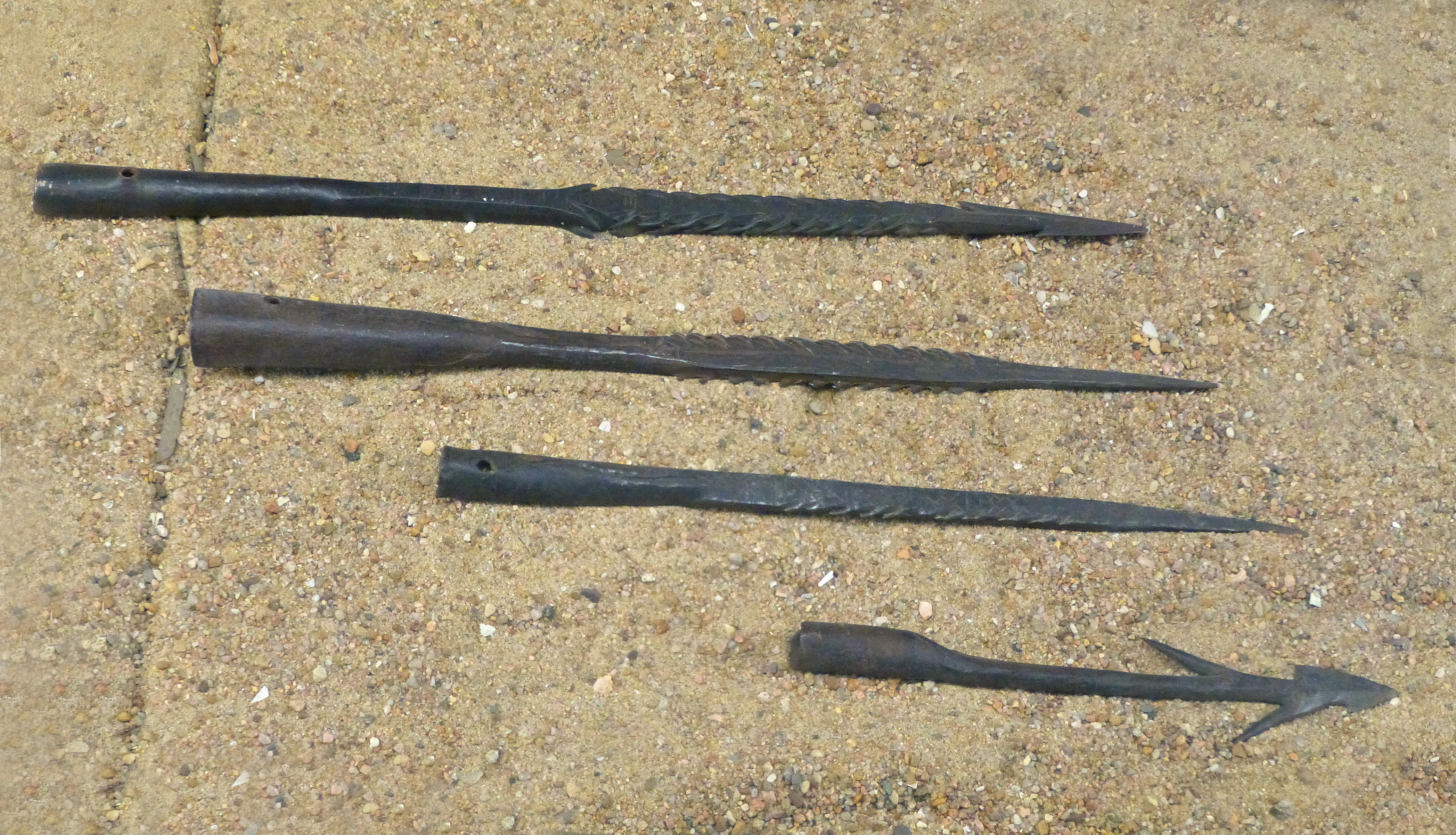
Dards de harpon[5].

### Filmographie
- Les Tofinnu ou Les habitants de l'eau : Ganvié, Bénin, film documentaire réalisé par Emmanuel Kolawole, Organisation internationale de la francophonie, 2012, 26 min (VHS)